# Fusione perfetta del 1847

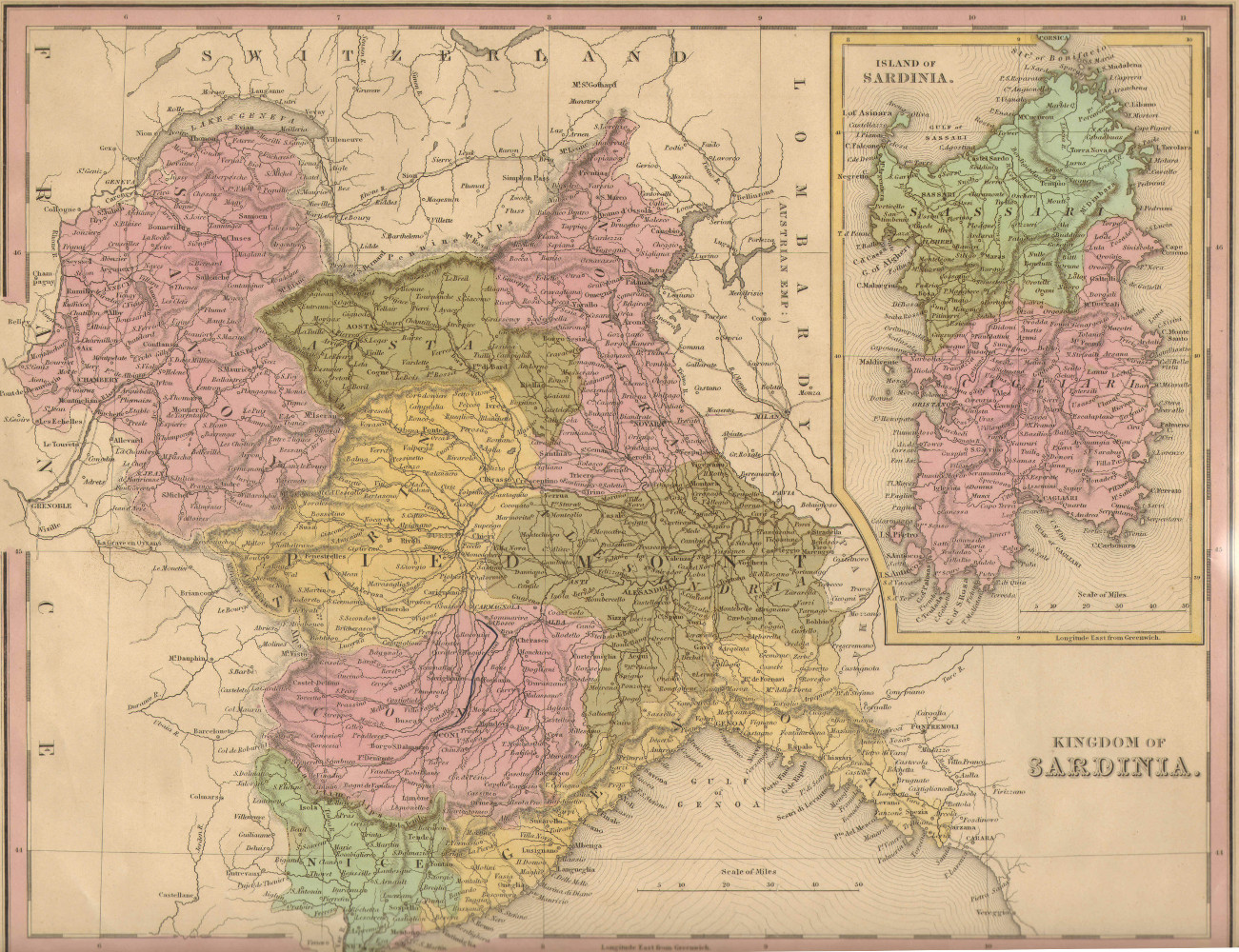
Mappa degli Stati di Terraferma sabaudi, e dell'isola di Sardegna nel riquadro in alto a destra

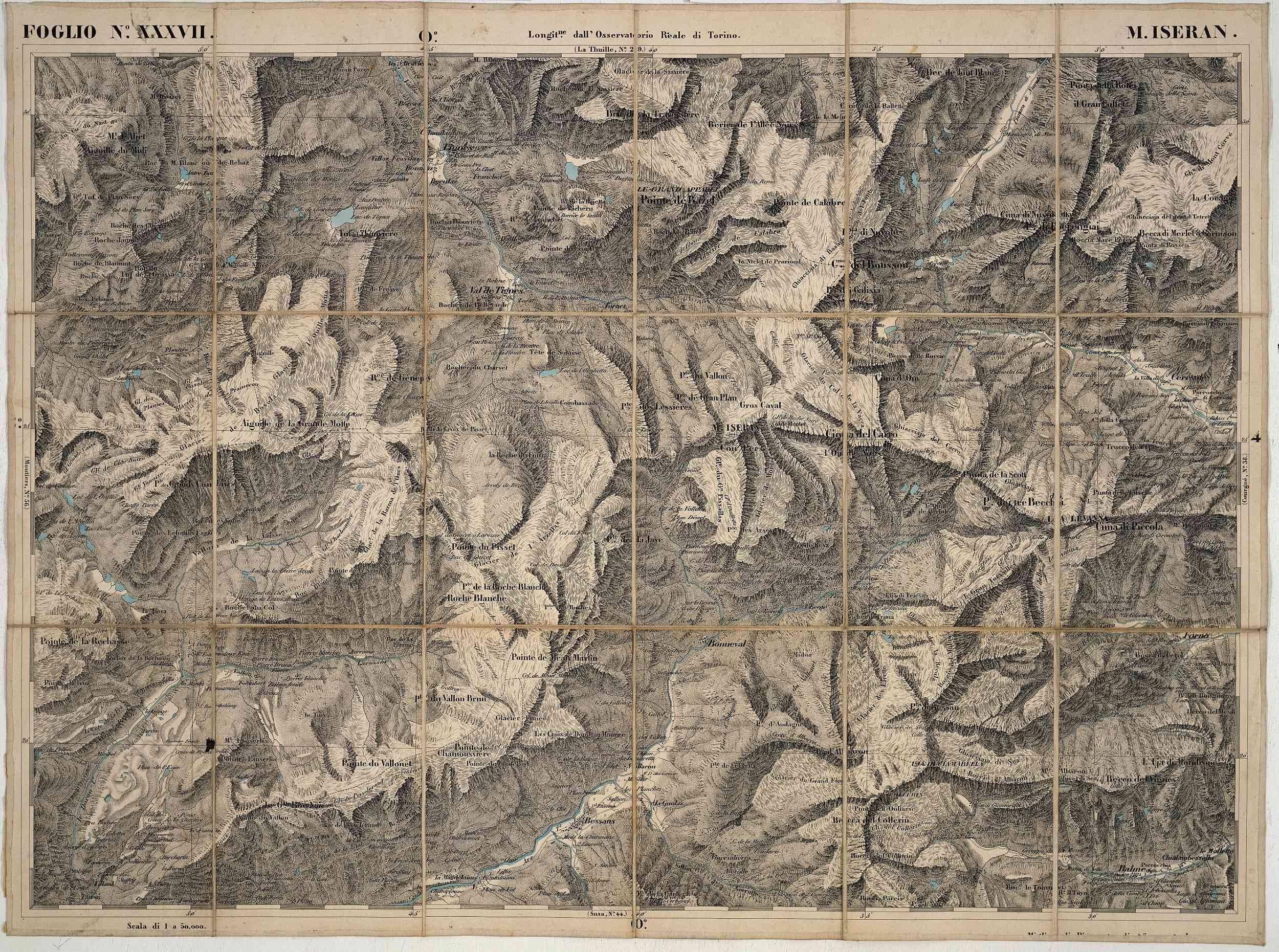
Carta topografica degli Stati di Terraferma sabaudi.

La fusione perfetta del 1847 si riferisce all'unione politica e amministrativa fra il Regno di Sardegna e gli Stati di terraferma posseduti dai Savoia, comprendenti il Piemonte, il Ducato di Savoia, Nizza, il Principato di Oneglia,  gli ex feudi imperiali dell'Appennino Ligure (che comprendevano il Novese e l'Ovadese) e l'ex Repubblica di Genova con l'isola di Capraia, in modo simile a quanto la corona inglese aveva fatto quasi cinquant'anni prima con il Regno d'Irlanda per mezzo dell'Atto di Unione nel 1800.
Questo atto trasformò i domini di Casa Savoia, ovvero l'isola di Sardegna e il cosiddetto "Stato sabaudo", fino ad allora composito e avente in comune il fatto di essere retto dal medesimo monarca in unione personale, in uno stato unitario e centralizzato.

## La fusione

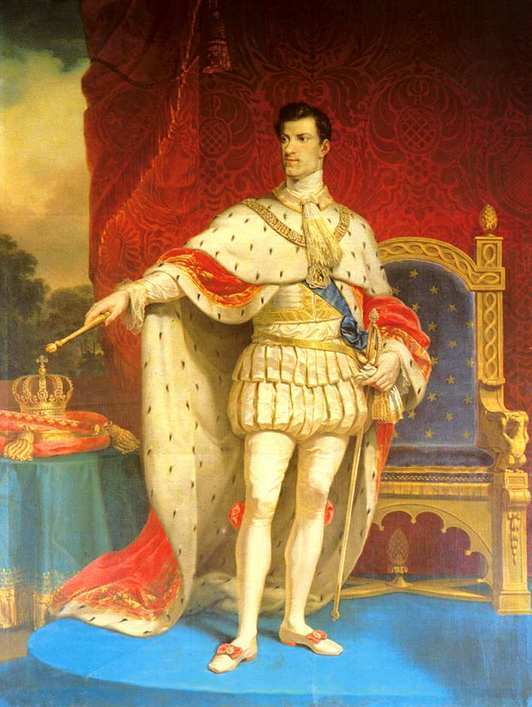
Carlo Alberto di Savoia.

Il 29 ottobre 1847, Carlo Alberto di Savoia aveva concesso moderne riforme liberali agli "Stati sardi di terraferma", nelle quali erano comprese misure quali l'alleggerimento della censura e delle limitazioni al potere di polizia. Saputa la notizia, a novembre furono indetti dei cortei nei principali centri dell'isola, quali Cagliari, Sassari, Alghero, Oristano e Nuoro, per richiedere l'estensione di quelle riforme anche alla Sardegna. Le riforme erano infatti percepite, nell'isola, come uno strumento attraverso il quale si sarebbe potuta superare, col timbro del progresso, sviluppo e modernità, una crisi causata dai cattivi raccolti succedutisi negli ultimi anni.
Purtuttavia, tali moti ebbero quale sbocco un obiettivo verso cui, per Girolamo Sotgiu, l'orientamento popolare era alquanto contrario: la "perfetta" fusione tout court con gli stati continentali o "di terraferma" e la conseguente rinuncia alla soggettività nazionale di quel Regnum Sardiniae che casa Savoia, finora, aveva (per quanto formalmente) rispettato.
Nei mesi seguenti ci furono due distinte ambascerie presso la corte di Torino che presentarono la richiesta di estensione delle riforme. Il 30 novembre 1847, Carlo Alberto approvò d'altro canto la fusione, annunciata dall'ultimo viceré Claudio Gabriele de Launay con il seguente pregone: «...il Re Nostro Signore si degnò manifestarci, che il paterno suo cuore fu profondamente commosso pei figliali sentimenti di riconoscenza esternati da questi amati sudditi nel sentirsi chiamati a formare una sola famiglia cogli altri sudditi del Continente». La carica vicereale, assieme a tutte le altre istituzioni del Regno isolano, fu infine soppressa il primo ottobre del 1848.
Carlo Alberto ricompensò i sardi per la loro fedeltà al re e promise che, in contropartita della rinuncia alla loro autonomia, avrebbero potuto esportare, senza pagare dogana, olio e vino in Piemonte da quel momento in poi.

## Consensi e dissensi
In Sardegna, l'estensione delle riforme liberali era caldeggiata dal segmento studentesco e, in particolare, dalla borghesia di Cagliari e Sassari; attraverso l'inserimento nella Lega doganale italiana, cui avevano aderito il Granducato di Toscana, gli Stati sardi e lo Stato pontificio nel novembre del 1847, gli imprenditori sardi avrebbero goduto di agevolazioni nella esportazione delle merci agricole e nella importazione dei manufatti dal continente.
La più radicale "fusione perfetta" era, invece, appoggiata dall'aristocrazia ex-feudale, dalla classe impiegatizia e da quella borghesia terriera emersa dalle chiudende: dalla conservazione dell'autonomia sarda tali notabili, ormai convertitisi in redditieri senza più alcun peso politico, non traevano alcun vantaggio; attraverso la sua abolizione, invece, la nobiltà si sarebbe potuta inserire nella società piemontese e in più vantaggiose carriere politico-burocratiche che, con la fusione, sarebbero confluite in quelle continentali. Ne Sull’unione civile della Sardegna colla Liguria, col Piemonte e colla Savoia di Pietro Martini, a proposito, si legge: «Quale finora è stato il colmo degli onori per gli impiegati nazionali? Gli uffizi di presidenti nell'antica Reale Udienza e di reggente di toga nel Supremo Consiglio or ora abolito, per li giuridici; quelli di vice intendente generale di Sassari e di direttore generale del Debito Pubblico per li amministrativi, e nulla più. Colla fusione, però, con rimescolamento dei Sardi cogli impiegati fratelli, i primi colle benemerenze loro potranno giungere alle alte cariche dello Stato». A detta del medesimo Martini, l'obiettivo del movimento unionista era il «trapiantamento in Sardegna, senza riserve ed ostacoli, della civiltà e cultura continentale, la formazione d’una sola famiglia civile sotto un solo Padre meglio che Re, il Grande Carlo Alberto».
Tali segmenti sociali avrebbero così egemonizzato un movimento che, sorto per la rivendicazione di più libertà, si sarebbe risolto, per lo storico del Risorgimento Leopoldo Ortu, in un posizionamento subalterno, tanto della Sardegna quanto loro, rispetto alla élite e classe dirigente subalpina.
Nel generale entusiasmo delle riforme, a prevalere fu infine quest'ultima posizione che, fra l'altro, godeva del favore regio; non mancarono in merito voci contrarie, benché in minoranza, a una rinuncia incondizionata all'autonomia, quali quella di Federico Fenu e Giovanni Battista Tuveri, e non tardarono neanche a presentarsi i pentiti di tale opera, fra cui lo stesso propositore Giovanni Siotto Pintor, che parlò in merito di "follia collettiva" ed ebbe a dire, a posteriori, "errammo tutti". Lo stesso Siotto Pintor ebbe inizialmente difficoltà nell'essere riconosciuto come senatore dal portiere a guardia del parlamento subalpino, mentre Pasquale Tola lamentò in aula l'assenza dell'emblema della Sardegna, a fronte della presenza di quelli delle altre suddivisioni del regno.
Per Leopoldo Ortu, la Fusione Perfetta avrebbe determinato, con tredici anni di anticipo alla questione meridionale, quel "compromesso tra la borghesia autoctona e quella settentrionale", a vantaggio di quest'ultima, rispetto a cui si situerebbe in termini politici e socio-economici la questione sarda.

## La questione sarda
(Federico Fenu, La Sardegna e la fusione del suo regime col sardo continentale, Cagliari, 1848)
Per secoli i governanti del Regno di Sardegna si erano riferiti ufficialmente al territorio e al popolo dell'isola come alla "nazione sarda" e in ogni atto pubblico precedente al 1847 l'aggettivo "nazionale" fu sempre e solo riferito a persone o cose appartenenti all'isola di Sardegna (cfr. lo stesso inno del regno, S'hymnu sardu nationale): essa era infatti inquadrata in uno stato che, per quanto inserito in una monarchia composita (aragonese prima e sabauda poi), non aveva mai smesso di mantenere comunque una propria soggettività giuridica, politica e culturale; Federico Francioni riferisce che il quadro cambiò, anche per questo aspetto, dopo la "fusione", attraverso uno spostamento verso l'accezione di nazione "Italia" e nazionale "italiano". Tuttavia, per Manlio Brigaglia l'aggettivo "nazionale", nella sua accezione riferita alla Sardegna, sarebbe però scomparso con l'affermazione dello stato unitario.
L'equiparazione fiscale, politica e amministrativa determinò, inoltre, una rinnovata marginalizzazione dell'arcipelago sardo rispetto alla Terraferma, i cui territori sarebbero stati in via di progressiva espansione con le guerre d'indipendenza italiane. La perdita di soggettività statuale della Sardegna, da allora in poi inserita nel contesto di un grande stato unitario, non determinò alcun significativo miglioramento delle condizioni della classe dirigente sarda, la quale dovette fare i conti con agitazioni studentesche e, per Maurice Le Lannou una ripresa delle attività banditesche e delinquenziali contro l'autorità centrale.
Con la fusione e il successivo avvento dell'unificazione politica italiana, ebbe convenzionalmente inizio la cosiddetta "questione sarda", espressione coniata da Giovanni Battista Tuveri per indicare il complesso dei problemi nei rapporti tra la Sardegna e lo stato unitario. Da queste problematiche iniziò, subito dopo il Risorgimento, a maturare un nuovo pensiero autonomista, federalista e nazionalista, che divenne movimento politico in seguito alla prima guerra mondiale con la nascita del Partito Sardo d'Azione nel 1921, in prossimità dell'indipendenza irlandese (1921-1922).
A sostenere la tesi di autogoverno, o quantomeno di autonomia amministrativa, per la Sardegna sarebbero stati tanto isolani quanto continentali: Francesco Cesare Casula cita il parere di Carlo Cattaneo che, in un discorso, per la Sardegna proponeva di «lasciar la cura dei loro beni, dei loro ademprivii, dei loro paberili e stazzi e degli altri avìti ministeri ai Sardi; farli responsabili delle loro proprie sorti, sicché non possano più lagnarsi se non di se stessi, né apprendere a odiare adesso l'Italia, come appresero, purtroppo, a odiare il Piemonte».

## Le conseguenze
La Fusione comportò la fine di tutte le istituzioni, gli statuti e le leggi che erano ancora in vigore nell'antico Regno di Sardegna (un processo che i Savoia avevano iniziato invero nei decenni precedenti, con lo svuotamento de facto delle istituzioni preesistenti a fronte di un divieto per convenzione internazionale di modificare le leggi fondamentali del regno, e la stessa soppressione della Carta de Logu, sostituita dal cosiddetto "Codice Feliciano" nel 1827). Nell'Isola entrarono in vigore i più moderni codici già in forza negli stati continentali, quali il Codice Civile, il Codice Militare e quello penale, e dagli anni successivi partecipò alle elezioni per il Parlamento Subalpino.

### Scomparsa dell'antico Parlamento sardo
L'unione portò a una serie di conseguenze fra cui la scomparsa dei secolari istituti di autonomia statuale quali l'antico Parlamento sardo e la Reale Udienza, garantiti dai trattati internazionali nel momento del passaggio della corona ai duchi di Savoia.

### Scomparsa degli altri Stati di terraferma
Gli "Stati di terraferma", che già da tempo avevano conosciuto un sostanziale accentramento e uniformazione amministrativa, si fusero formalmente all'interno dello Stato sardo.

### Lingua
In Sardegna, la fusione rappresentò un tornante significativo per il tessuto socio-culturale dell'isola, che da allora procedette in direzione ancora più marcata verso un'assimilazione ai modelli culturali della terraferma con il declassamento definitivo della lingua sarda rispetto a quella italiana; per Antonietta Dettori, fu infatti così che «la ‘lingua della sarda nazione’ perse il valore di strumento di identificazione etnica di un popolo e della sua cultura, da codificare e valorizzare, per diventare uno dei tanti dialetti regionali subordinati alla lingua nazionale», ufficialmente introdotta per la prima volta nell'isola nel 1760.

### Nascita dello Stato unitario sardo
Con la "Fusione Perfetta" il Regno di Sardegna, divenuto con il passaggio della corona ai Savoia nel 1720 uno Stato "composto" (cioè formato dall'unione di più Stati con sovranità distinte ma temperate dalla Costituzione), divenne "unitario" e caratterizzato, nell'intenzione dei regnanti, da «un solo popolo, un solo potere pubblico, un unico territorio», non più pluralista come quello precedente, ma centralista sul modello francese, mantenendo la stessa denominazione.

### Sviluppo dell'industria mineraria sarda
Uno degli effetti della fusione fu l'estensione alla Sardegna della nuova legge mineraria del regno, emanata a Torino il 30 giugno 1840, con caratteristiche adeguate al suo tempo, che separava i diritti di sfruttamento del sottosuolo da quelli derivanti dalla proprietà del suolo. Questo nuovo impianto legislativo permise la nascita di nuove società minerarie a capitale non solo locale, come la miniera di Montevecchio in concessione dal 1848 al sassarese Giovanni Antonio Sanna, ma anche ligure, piemontese e di multinazionali europee, con lo sviluppo di impianti per l'estrazione ed il trattamento dei minerali fino alla nascita di villaggi minerari.